# Kauzalnost
Kauzalnost (srednjovjekovni lat. causalitas: uzročnost, od lat. causa: uzrok) je ono što biva po uzrocima, slijed od uzroka na posljedicu ili učinak, bez obzira na moguću svrhovitost. U filozofiji kauzalnost je sveopće prožimanje pojava (u ontološkom značenju) u prirodnoj i ljudskoj zbilji. Postoje različite vrste kauzalnosti prema vrstama bića. To načelo prvi je formulirao Aristotel: 
Jedino što ničim nije prouzročeno, a uzrokuje sve, to je Bog kao "nepokretno pokretalo" ili kao sam svoj uzrok (lat. causa sui). Prema D. Humeu, spoznaja o kauzalnosti proizlazi iz naših asocijacija i navika na temelju ponovljenoga iskustva i zapažanja pojedinih događaja. Time Hume ne poriče postojanje same uzročnosti. Taj problem I. Kant je pokušao nadvladati koncepcijom o objektivnom karakteru načela (principa) univerzalne uzročnosti kao apriornom obliku uma. Mnogobrojne interpretacije kauzalnosti temelje se na mehanicističkom tumačenju i njegovoj kritici (na primjer Heisenbergovo načelo neodređenosti).

## Newtonov zakon gibanja
Zadatak mehanike je određenje zakona gibanja. Središnji pojam čitave mehanike je sila. Po Newtonu su promjene brzina fizikalnih tijela uzrokovane silama. Poznamo li sile koje djeluju na neko fizikalno tijelo, možemo računski odrediti staze koje tijela opisuju u prostoru i vremenu. 
Zacijelo pri tom nije dovoljno znati samo sile, već moramo poznavati i mase tijela. Na pojam mase bio je Newton naveden temeljnom činjenicom da ista sila podaje različitim mehaničkim tijelima različita ubrzanja. Na primjer, isti udarac čekića naglo odbacuje biljarske kuglice, a tek malo pokreće veliku olovnu kuglu. Iz postojanja jadnakih sila možemo postaviti mjeru mase. Jednaka sila može se proizvesti na primjer određenim rastezanjem elastične opruge. Smatramo da su dvije mase jednake ako im ista sila daje isto ubrzanje. Većim masama smatramo one kojima ista sila daje manje ubrzanje. Veličina dviju masa odnose se obrnuto kao njihova ubrzanja. Označimo li masu jednog tijela s m1, masu drugog tijela s m2, ubrzanje prvog tijela s a1 i drugog s a2, tad postoji odnos:
{\displaystyle {m_{1} \over m_{2}}={a_{2} \over a_{1}}}
Kao jedinica mase utvrđen je jedan kilogram. To je bila masa koju ima 1 dm3 vode kod normalnog tlaka i temperature od 4 °C. Newton određuje masu upravo kao količinu materije. Newtonovo određenje znači da 2 dm3 vode imaju dvostruku masu, 3 dm3 trostruku masu, i tako dalje. Što je veća količina materije, to veći otpor pruža promjeni svoga gibanja. 
Prema Newtonu su ubrzanja fizikalnih tijela prouzrokovana djelovanjima sila na tijela. Istoj masi veće sile daju veće ubrzanje. Što je veća sila, to je veće ubrzanje. S druge strane, ista sila daje većim masama manje ubrzanje. Oba ta dva zakona mogu se ujediniti u izraz:
{\displaystyle {\mbox{sila}}={\mbox{masa}}\cdot {\mbox{ubrzanje}}}
Silu ćemo označiti slovom F (lat. fors). Tada Newtonov zakon gibanja možemo pisati simbolički:
{\displaystyle F=m\cdot a}
ili da budemo precizniji:
{\displaystyle {\vec {F}}=m\cdot {\mathrm {d} {\vec {v}} \over \mathrm {d} t}}
Sile se mjere umnoškom mase i ubrzanja. Mjerna jedinica sile je njutn (oznaka N). To je sila, koja jednom kilogramu u jednoj sekundi daje ubrzanje od 1 m/s2. Sila teža na 1 kilogram mase daje ubrzanje od 9,81 N (jer je ubrzanje sile teže g = 9,81 m/s2.
Kada nema sile, isčezava i ubrzanje. Tijelo izvan djelovanja sila kreće se sa stalnom brzinom po pravcu. Veličina sila je određena međusobnim udaljenostima tijela. 
Znamo li u jednom trenutku položaje i brzine svih fizikalnih tijela danih masa, tad iz Newtonov zakona gibanja, na osnovu poznatih sila, možemo (barem u načelu) odrediti ubrzanje svih masa u tom času, a time ujedno i položaje i brzine u daljem vrlo blizom času. No kad znamo ubrzanje, tada možemo odmah izračunati brzine i položaje tijela u sljedećim vrlo bliskim trenucima. Iz tih novih položaja slijede po Newtonovu zakonu opet nova ubrzanja, a time opet položaj i brzine u daljim trenucima. Poznavanje položaja i brzina svih masa u nekom trenutku određeno je jednoznačno Newtonovom jednadžbom gibanje mehaničkih tijela za sva vremena. To je klasično načelo kauzalnosti. 
Same sile ne primjećujemo neposredno, već samo ubrzanja što ih one daju fizikalnim tijelima. Promatrajući planetni sistem, opažamo doduše ubrzanja i usporenja planeta, ali same sile ne vidimo. Ta okolnost navela je neke fizičare da uopće odbace sile kao stvarne čimbenike. G. R. Kirchhoff je u svojim poznatim predavanjima o mehanici izrekao da sila nije ništa drugo do matematički simbol za umnožak mase i ubrzanja. Tom se mišljenju priklonio i poznati povjesničar fizike E. Mach. H. Poincaré je išao još dalje od Kirchhoffa tvrdeći, da su i mase samo matematičke konstante koje je zgodno unositi u račun. Sama sila je za njega antropomorfan (čovjekolik) pojam, koji nema mjesta u okviru prirodnih znanosti. Takvo shvaćanje Newtonove mehanike je zabluda. Ono je tipičan izraz stajališta koje se ograničuje samo na vidljive veličine, a odbacuje sve ono što se ne opaža neposredno osjetilima. Fizikalno značenje sile osniva se međutim na nesumljivom međusobnom djelovanju između fizikalnih tijela. Učinak te međusobne povezanosti izrazio je Newton silom. Dok se umnožak masa x ubrzanje odnosi samo na pojedino tijelo, sila zavisi od međusobnih položaja svih tijela. Međusobno djelovanje očituje se za pojedino tijelo u jednoj fizikalnoj veličini, u Newtonovoj sili. Iako se u vrijeme postanka klasične mehanike još ništa detaljnije nije moglo reći o prirodi međusobnog djelovanja, ipak su Newton i drugi suvremenici jasno spoznali gdje treba da se počne. Tako Newtonova sila ima privremeni karakter, ona izriče odnose koje treba dalje proučiti. Takvo je proučavanje upravo i dovelo do otkrića elektromagnetskog polja. Usprkos svome privremenom karakteru, Newtonove sile imaju dobar fizikalni smisao, koji će ih učiniti trajnim posjedom fizike. Odredimo li naime neku silu (napetost elastične opruge, silu težu, električnu silu) umnoškom mase i ubrzanja, mogu se određenom silom proračunati kasnija ubrzanja za sve različite mase na koje bi ta sila djelovala. To znači da fizikalno značenje sile nije isto umnošku mase i ubrzanja, jer taj umnožak ima značenje samo za pojedinu masu i njeno ubrzanje. 
Određivanje Newtonova zakona gibanja sporedno pretpostavlja opstanak prostorno-vremenskog sustava u kojemu vrijedi taj zakon. Određenje staze vezano je za neki sustav, u kojemu kroz neko vrijeme mjerimo položaj mase. Zbog svoje vrtnje (rotacije) ne može Zemlja biti u strogom smislu upotrebljana za takve sustave. Motritelju na Zemlji prikazuju se i ona gibanja zakrivljena i nejednolika na koja ne djeluju vanjske sile, na primjer prividno kruženje Sunca oko Zemlje. Koordinatni sustav motritelja ne smije se ni vrtjeti niti smije biti u ubrzanom gibanju da u njemu vrijedi Newtonov zakon gibanja. Praktički se potpuno ne da nikada ostvariti takav sustav jer su sva fizikalna tijela podvrgnuta međusobnim djelovanjima, dakle i ubrzanjima. Najbolje ostvarenje sustava, u kojemu vrijedi Newtonov zakon gibanja, sustav je zvijezda stajačica. Mjereći sva gibanja tijela u tom sistemu, dobivamo zaista slaganje s Newtonovim zakonom. Tako se u sustavu zvijezda stajačica čitav Sunčev planetarni sustav kreće stalnom brzinom po pravcu. Time je potvrđeno Galileievo načelo ustrajnosti. Gravitacijske sile zvijezda na naš sustav tako su sitne da se mogu potpuno zanemariti. 
Budući da se zakon gibanja odnosi samo na promjenu brzine, a ne na brzine same, taj zakon vrijedi i u svim onim sustavima koji se kreću stalnom brzinom prema sustavu zvijezda stajačica. U svim sustavima koji se međusobno kreću stalnim brzinama (bez ubrzavanja) vrijede isti mehanički zakoni. Ta jednakovaljanost sustava u jednolikom gibanjima klasično je načelo relativnosti. Svatko je već mogao promatrati da u vlaku, kada se jednoliko kreće, vrijede isti mehanički zakoni kao i na zemlji. Pustimo li, na primjer da u vagonu pada tijelo, nalazimo iste zakone pada kao i na zemlji. Kad se vlak uspori ili ubrza, tek tada često drastično opažamo da se nalazimo u sustavu u kojem vrijede drugi zakoni.